# Slobodan Branković (Leichtathlet)
Slobodan Branković (serbisch-kyrillisch Слободан Бранковић; * 1. Oktober 1967 in Obrenovac) ist ein ehemaliger jugoslawischer Sprinter, der sich auf den 400-Meter-Lauf spezialisiert hatte.

## Leben
Bei den Europameisterschaften 1986 war er Teil der jugoslawischen Mannschaft, die in der 4-mal-400-Meter-Staffel auf den siebten Platz kam. 1988 schied er bei den Olympischen Spielen in Seoul im Vorlauf des Einzelwettbewerbs aus und erreichte mit der Stafette das Halbfinale. Im Jahr darauf wurde er Vierter bei den Hallenweltmeisterschaften in Budapest.
1990 wurde er bei den Europameisterschaften in Split Sechster im Einzelwettbewerb und Fünfter in der Staffel, 1991 kam er mit der jugoslawischen Stafette bei den Weltmeisterschaften in Tokio auf den vierten Platz.
1992 gewann er Gold bei den Halleneuropameisterschaften in Genua. Aufgrund der UN-Sanktionen gegen die Bundesrepublik Jugoslawien startete er bei den Olympischen Spielen in Barcelona als unabhängiger Olympiateilnehmer und erreichte das Viertelfinale. Bei den Weltmeisterschaften 1993 in Stuttgart kam er nicht über die erste Runde hinaus.
Zweimal wurde er jugoslawischer Meister über 100 Meter (1992, 1993), viermal über 200 Meter (1988–1990, 1993) und einmal über 400 Meter (1989).
Derzeit ist er Generalsekretär des serbischen Leichtathletikverbandes.

## Persönliche Bestzeiten
- 100 m: 10,33 s, 24. Juli 1993, Belgrad (serbischer Rekord)
- 200 m: 20,86 s, 26. Mai 1991, Belgrad
  - Halle: 21,24 s, 22. Februar 1989, Turin (serbischer Rekord)
- 400 m: 45,30 s, 29. August 1990, Split (serbischer Rekord)
  - Halle: 46,23 s, 29. Februar 1992, Genua (serbischer Rekord)